# Aeroport Henrique de Carvalho
L'aeroport de Henrique de Carvalho (codi IATA: VHC, codi OACI: FNPB) és un aeroport que serveix Saurimo a la província de Lunda-Sud a Angola.
La VOR-DME (Ident: VSA) de Saurimo es troba al camp. La balisa no direccional de Saurimo (Ident: SA) es troba a 1,57 milles nàutiques de la pista tretzena.

## Aerolínies i destins
| Aerolínies           | Destinacions    |
| -------------------- | --------------- |
| TAAG Angola Airlines | Luanda, Malanje |